# Lukas Graham (álbum de 2015)
Lukas Graham (também conhecido como Blue Album) é o segundo álbum de estúdio da banda dinamarquesa Lukas Graham. Foi lançado na Dinamarca em 16 de junho de 2015 pela Copenhagen Records. O álbum inclui os singles "Mama Said", "Strip No More" e "7 Years". Uma versão contendo as canções "Drunk in the Morning" e "Better Than Yourself (Criminal Mind Pt 2)" (enquanto removido "Hayo", o interlúdio e "Playtime") foi lançado internacionalmente em 1 de abril de 2016, servindo como primeiro álbum da banda nos Estados Unidos e Reino Unido.
A capa original do álbum é composta pela obra de arte The Lady with the Bottles, uma pintura de 1992 do artista dinamarquês Lars Helweg que se baseia em uma foto nua da atriz sueca Anita Ekberg, publicada na revista Playboy na década de 1950. A capa americana foi projetada para ser menos ousada; mostra um menino olhando para a pintura de Helweg, com o braço dobrado de uma maneira que cobre os seios da mulher.

## Recepção
| Críticas profissionais | Críticas profissionais |
| Pontuações agregadas   | Pontuações agregadas   |
| Fonte                  | Avaliação              |
| ---------------------- | ---------------------- |
| Metacritic             | 75/100                 |
| Avaliações da crítica  |                        |
| Fonte                  | Avaliação              |
| AllMusic               | [ 3 ]                  |
| Boston Globe           | favorável              |
| The Guardian           | [ 5 ]                  |
| The New York Times     | favorável              |

Lukas Graham recebeu críticas favoráveis. No Metacritic, que baseado em diversas avaliações atribui uma pontuação de zero a 100, recebeu uma pontuação média de 75, com base em 5 avaliações. Na Dinamarca, Lukas Graham foi lançado em 16 de junho de 2015 sem qualquer promoção. O álbum atingiu a primeira colocação nas paradas musicais e passou 22 semanas não consecutivas no topo. Ele manteve-se 163 semanas no gráfico, incluindo 95 semanas no top 10.
No Reino Unido, o álbum estreou em segundo lugar no UK Albums Chart, com vendas na primeira semana de 24.093 cópias, tornando-se o álbum mais vendido por um dinamarquês. Lukas Graham estreou em primeiro lugar no Australian Albums Chart, tornando-se o primeiro álbum número um de um dinamarquês desde que Aquarium, da banda Aqua, atingiu a mesma posição em 1998.
O álbum estreou no terceiro lugar na Billboard 200 nos Estados Unidos, vendendo 34 mil cópias. É o álbum dinamarquês que atingiu melhores posições no gráfico. Em 2013, o também cantor dinamarquês Coco O ficou no segundo lugar com "Where the Wind Blows", da trilha sonora de The Great Gatsby. No Canadá, o álbum estreou em primeiro lugar no Canadian Albums Chart, vendendo 5.300 cópias.

## Faixas
Todas as faixas escritas e compostas por Lukas Forchhammer e Morten Ristorp. Todas faixas produzidas por Future Animals e Pilo. 
| Versão original |                               |                                                                                 |                     |         |  |
| N.º             | Título                        | Compositor(es)                                                                  | Produtor            | Duração |  |
| 1.              | "7 Years"                     | Stefan Forrest Morten Pilegaard                                                 |                     | 3:57    |  |
| 2.              | "Take the World by Storm"     | Forrest Pilegaard Ross Golan                                                    |                     | 3:11    |  |
| 3.              | "Mama Said"                   | Forrest Pilegaard                                                               |                     | 3:26    |  |
| 4.              | "Happy Home"                  | Forrest Pilegaard Rasmus Hedegaard Christian Bach Worsøe                        | Hedegaard Worsø [a] | 3:37    |  |
| 5.              | "Hayo"                        | Forrest Pilegaard Magnus Larsson Christopher Steven Brown                       | Brown[b]            | 2:52    |  |
| 6.              | "When I Woke Up… (Interlude)" | Forrest Pilegaard David Greenbaum                                               |                     | 0:49    |  |
| 7.              | "Don't You Worry 'Bout Me"    | Forrest Pilegaard Brandon Beal                                                  |                     | 3:10    |  |
| 8.              | "What Happened to Perfect"    | Forrest Pilegaard Steven Brown Golan                                            | Brown[b]            | 3:56    |  |
| 9.              | "Playtime"                    | Pilegaard Jim Duguid                                                            |                     | 4:12    |  |
| 10.             | "Strip No More"               | Forrest Sebastian Fogh Pilegaard Larsson Brandon Beal Steven Brown Mark Falgren | Brown[b]            | 3:27    |  |
| 11.             | "You're Not There"            | Forrest Pilegaard James Alan                                                    |                     | 3:21    |  |
| 12.             | "Funeral"                     | Forrest Pilegaard Steven Brown Golan                                            | Brown[b]            | 4:04    |  |

Todas as faixas escritas e compostas por Morten Ristorp (exceto a 6ª) e Lukas Forchhammer. Todas faixas produzidas por Future Animals e Pilo. 
| Versão internacional de 2016 |                                              |                                                                  |                     |         |  |
| N.º                          | Título                                       | Compositor(es)                                                   | Produtor            | Duração |  |
| 1.                           | "7 Years"                                    | Forrest Pilegaard                                                |                     | 3:57    |  |
| 2.                           | "Take the World by Storm"                    | Forrest Pilegaard Golan                                          |                     | 3:11    |  |
| 3.                           | "Mama Said"                                  | Forrest Pilegaard                                                |                     | 3:26    |  |
| 4.                           | "Happy Home"                                 | Forrest Pilegaard Hedegaard Worsøe                               | Hedegaard Worsø [a] | 3:38    |  |
| 5.                           | "Drunk in the Morning"                       | Fogh Forrest Larsson Falgren                                     | Brown[b]            | 3:23    |  |
| 6.                           | "Better Than Yourself (Criminal Mind Pt. 2)" | Hedegaard Brandon Beal                                           | Hedegaard           | 4:26    |  |
| 7.                           | "Don't You Worry 'Bout Me"                   | Forrest Pilegaard Brandon Beal                                   |                     | 3:10    |  |
| 8.                           | "What Happened to Perfect"                   | Forrest Pilegaard Steven Brown Golan                             | Brown[b]            | 3:56    |  |
| 9.                           | "Strip No More"                              | Forrest Pilegaard Larsson Brandon Beal Steven Brown Mark Falgren | Brown[b]            | 3:26    |  |
| 10.                          | "You're Not There"                           | Forrest Pilegaard James Alan                                     |                     | 3:22    |  |
| 11.                          | "Funeral"                                    | Forrest Pilegaard Steven Brown Golan                             | Brown[b]            | 4:04    |  |

Notas
- ↑[a]  produtor adicional
- ↑[b]  co-produtor

## Desempenho musical
| Parada (2015–16)                      | Melhor posição |
| ------------------------------------- | -------------- |
| Austrália (ARIA)                      | 1              |
| Áustria (Ö3 Austria Top 40)           | 31             |
| Bélgica (Ultratop Flandres)           | 18             |
| Bélgica (Ultratop Valônia)            | 82             |
| Canadá (Billboard)                    | 1              |
| República Tcheca (ČNS IFPI)           | 42             |
| Dinamarca (Hitlisten)                 | 1              |
| Países Baixos (Dutch Charts)          | 23             |
| Finlândia (Suomen virallinen lista)   | 10             |
| França (SNEP)                         | 59             |
| Alemanha (Offizielle Deutsche Charts) | 28             |
| Irlanda (IRMA)                        | 5              |
| Itália (FIMI)                         | 28             |
| Nova Zelândia (RMNZ)                  | 2              |
| Noruega (VG-lista)                    | 10             |
| Escócia (Official Scottish Albums)    | 2              |
| Espanha (PROMUSICAE)                  | 50             |
| Suécia (Sverigetopplistan)            | 3              |
| Suíça (Schweizer Hitparade)           | 34             |
| Reino Unido (Official Albums Chart)   | 2              |
| Billboard 200                         | 3              |

| Parada musical (2015)      | Posição |
| -------------------------- | ------- |
| Dinamarca (Hitlisten)      | 2       |
| Parada musical (2016)      | Posição |
| Austrália (ARIA)           | 94      |
| Dinamarca (Hitlisten)      | 2       |
| França (SNEP)              | 171     |
| Nova Zelândia (RMNZ)       | 48      |
| Reino Unido (OCC)          | 70      |
| Billboard 200              | 60      |
| Parada musical (2017)      | Posição |
| Dinamarca (Hitlisten)      | 11      |
| Suécia (Sverigetopplistan) | 76      |
| Parada musical (2018)      | Posição |
| Dinamarca (Hitlisten)      | 8       |

| Região | Certificação | Vendas     |
| --- | ------------ | ---------- |
| Dinamarca (IFPI Dinamarca) | 9× Platina   | 180,000^   |
| Polônia (ZPAV) | Ouro         | 10,000*    |
| Suécia (GLF) | Ouro         | 20,000^    |
| Reino Unido (BPI) | Ouro         | 100,000    |
| Estados Unidos (RIAA) | Platina      | 1,000,000‡ |
| *números de vendas baseados somente na certificação ^distribuições baseadas apenas na certificação ‡vendas+valores de streaming baseados somente na certificação |              |            |

## Histórico de lançamento
| País           | Lançamento          | Formato             | Gravadora    | Ref.   |
| -------------- | ------------------- | ------------------- | ------------ | ------ |
| Dinamarca      | 17 de junho de 2015 | CD download digital | Copenhagen   | [ 48 ] |
| Reino Unido    | 1 de abril de 2016  | CD download digital | Warner Bros. | [ 49 ] |
| Estados Unidos | 1 de abril de 2016  | CD download digital | Warner Bros. | [ 13 ] |
| Austrália      | 1 de abril de 2016  | CD download digital | Warner Bros. | [ 50 ] |